# Celatoblatta anisoptera
Celatoblatta anisoptera är en kackerlacksart som beskrevs av Johns 1966. Celatoblatta anisoptera ingår i släktet Celatoblatta och familjen storkackerlackor. Inga underarter finns listade i Catalogue of Life.